# 24 Hour Roadside Resistance
24 Hour Roadside Resistance is het derde studioalbum van de Amerikaanse ska-punkband Against All Authority. Het werd uitgegeven door Hopeless Records op 21 maart 2000. De titel is een verwijzing naar "24 Hour Roadside Assistance", de slogan van de organisatie American Automobile Association met wie de band eerder problemen heeft gehad vanwege het gebruik van het logo van de organisatie. De artwork is net zoals het voorafgaande studioalbum gedaan door Omar Angulo.

## Nummers
1. "24 Hour Roadside Resistance" - 1:57
2. "Dinkas When I Close My Eyes" - 1:40
3. "Pestilent Existence" - 2:18
4. "Committing the Truth" - 1:58
5. "Nothing to Lose" - 2:18
6. "I Think You Think Too Much" - 2:15
7. "The Next Song" - 3:28
8. "Ugly Desires" - 1:46
9. "Killing the Truth" - 2:51
10. "Policeman" - 1:45
11. "I'm Weak Inside" - 2:39
12. "Stuck in a Rut" - 2:30
13. "The Excuse" - 1:38
14. "The Source of Strontium 90" - 5:08

## Band
- Danny Lore - basgitaar, zang
- Spikey Goldbach - drums
- Joe Koontz - gitaar, achtergrondzang
- Tim Coats - saxofoon
- Jeremy Kaiser - trompet